# Asienspiele 1974/Badminton (Damenmannschaft)
Titelträger im Badminton wurden bei den Asienspielen 1974 in Teheran in fünf Einzel- und zwei Mannschaftsdisziplinen ermittelt. Folgend die Ergebnisse der Damenmannschaften.

## Medaillengewinner
| Disziplin       | Gold                                                                                             | Silber                                                                                     | Bronze                                                                   |
| --------------- | ------------------------------------------------------------------------------------------------ | ------------------------------------------------------------------------------------------ | ------------------------------------------------------------------------ |
| Damenmannschaft | Volksrepublik China Chen Yuniang Liu Hsiao Cheng Zheng Huiming Qiu Yufang Lin Yu Ya Liang Qiuxia | Indonesien Theresia Widiastuti Sri Wiyanti Minarni Regina Masli Imelda Wiguna Tati Sumirah | Japan Hiroe Yuki Mariko Nishio Machiko Aizawa Etsuko Takenaka Mika Ikeda |

## Ergebnisse
|  | Viertelfinale | Viertelfinale | Viertelfinale |  |  | Halbfinale | Halbfinale | Halbfinale |  |  | Finale           | Finale           | Finale           |
|  |               |               |               |  |  |            |            |            |  |  |                  |                  |                  |
|  |               | China         |               |  |  |            |            |            |  |  |                  |                  |                  |
|  |               | bye           |               |  |  |            |            |            |  |  |                  |                  |                  |
|  |               |               |               |  |  |            | China      | 3          |  |  |                  |                  |                  |
|  |               |               |               |  |  |            | Südkorea   | 0          |  |  |                  |                  |                  |
|  |               | Südkorea      | 3             |  |  |            |            |            |  |  |                  |                  |                  |
|  |               | Nordkorea     | 0             |  |  |            |            |            |  |  |                  |                  |                  |
|  |               |               |               |  |  |            |            |            |  |  |                  | China            | 3                |
|  |               |               |               |  |  |            |            |            |  |  |                  | Indonesien       | 2                |
|  |               | Indonesien    | 3             |  |  |            |            |            |  |  |                  |                  |                  |
|  |               | Iran          | 0             |  |  |            |            |            |  |  |                  |                  |                  |
|  |               |               |               |  |  |            | Indonesien | 3          |  |  |                  |                  |                  |
|  |               |               |               |  |  |            | Japan      | 2          |  |  | Spiel um Platz 3 | Spiel um Platz 3 | Spiel um Platz 3 |
|  |               | Japan         |               |  |  |            |            |            |  |  |                  | Südkorea         | 1                |
|  |               | bye           |               |  |  |            |            |            |  |  |                  | Japan            | 3                |

Spiel um Platz 5

 Iran –  Nordkorea: 0:3